# Faure Gnassingbé
Faure Gnassingbé (también llamado Faure Essozimna Eyadéma) (Afagnan, 6 de junio de 1966) es un político togolés que se desempeñaba como presidente de Togo desde el 4 de mayo de 2005 al 3 de mayo de 2025 y posteriormente presidente del Consejo de Ministros tras abandonar el sistema presidencial.

## Biografía
Es el hijo de Gnassingbé Eyadéma, quien logró dar dos golpes de Estado y presidió el país desde 1967 hasta el día de su muerte, el 5 de febrero de 2005. Faure fue diputado de la Asamblea Nacional de Togo por Sokodé y ocupaba el puesto de Ministro de Trabajos Públicos, Minas y Telecomunicaciones desde el 29 de julio de 2003. Estudió Administración de Empresas en La Sorbona y posee una Maestría en Administración de Empresas (MBA) de la Universidad George Washington. Tiene una reputación de tecnócrata.
Un reciente cambio en la Constitución de Togo se realizó para preparar la sucesión de Gnassingbé Eyadéma por su hijo, al reducir la edad mínima para ser presidente de 45 a 35 años.
Tras la muerte de su padre, los militares nombraron a Faure presidente, en lugar del presidente de la Asamblea Nacional, Fanbare Tchaba quien, al momento de la muerte del gobernante, estaba en el extranjero. Para legitimar este nombramiento, la Asamblea se reunió rápidamente y nombró a Faure como presidente de la Asamblea. Por todo esto, la Organización de la Unidad Africana, la Unión Europea y las Naciones Unidas califican esta sucesión de poder como un golpe de Estado. La Asamblea Nacional también eliminó el requerimiento de llamar a elecciones en 60 días, de manera que Faure Eyadéma pudo gobernar hasta el final del período de su padre en 2008.

### Elecciones posteriores
Gnassingbé fue reelegido para un segundo mandato en 2010. En las elecciones presidenciales de abril de 2015, Gnassingbé obtuvo un tercer mandato, derrotando a su principal rival, Jean-Pierre Fabre, por un margen de aproximadamente el 59% frente al 35%, según los resultados oficiales. Esto le permitió derrotar a su rival más cercano, el ex primer ministro Agbeyome Kodjo, obtuvo el 18%. La legitimidad de las elecciones en Togo fue ampliamente cuestionada.